# امامزاده منیر
امامزاده منیر، روستایی از توابع بخش ماهورمیلانی شهرستان ممسنی در استان فارس ایران است.

## جمعیت
این روستا در دهستان ماهور قرار دارد و براساس سرشماری مرکز آمار ایران در سال ۱۳۸۵، جمعیت آن ۱۳ نفر (۴خانوار) بوده‌است.

## در باره ی روستا
در گذشته این روستا محل داد و ستد عشایر اطراف بوده است. از دُکّان داران قدیمی این روستا می توان به مرحوم نادر ویسی گشتاسب و مرحوم غضنفر ویسی گشتاسب اشاره کرد.
در سال های قبل از انقلاب در این روستا مدرسه دایر بوده است که تعداد زیادی از شاگردان آن در مکتب محمد بهمن بیگی رشد کردند و به جایگاه های معلمی و سایر مشاغل دست یافتند.
در این روستا امامزاده ای قرار دارد که به دلیل نداشتن سقف بر روی ساختمان آن، به آن "پیر سَرَتا" نیز می گویند.